# Leila Gomes Lopes
 (décembre 2017).
Si vous disposez d'ouvrages ou d'articles de référence ou si vous connaissez des sites web de qualité traitant du thème abordé ici, merci de compléter l'article en donnant les références utiles à sa vérifiabilité et en les liant à la section « Notes et références ».
Pour les articles homonymes, voir Leila Lopes et Lopes.
Leila Lopes, de son vrai nom Leila Gomes Lopes, née le 19 novembre 1959 à São Leopoldo et morte le 3 décembre 2009 à São Paulo, est une actrice, journaliste et présentatrice de télévision brésilienne.

## Biographie
Elle est née à São Leopoldo, elle est la fille de Reúcio Lopes, un enseignant de Esteio et Natália Gomes Lopes. 
Elle vit à Esteio avec ses parents jusqu'en 1990 lorsqu'elle devient journaliste de la chaîne de télévision Rede Globo. Quelques années, Leila Lopes pose nue deux fois dans le magazine Playboy, la première fois en mars 1997 et également en mai 2008, après avoir produit le film pornographique Brasileirinhas.
Puis, elle est présentatrice d'une émission de télévision, et fait une apparition sur JustTV, avec les émissions Calcinha Justa et Sexprivé.

## Décès
Leila s'est suicidée depuis son appartement, le 3 décembre 2009, selon la presse elle se serait empoisonnée.